# 七星池遗址
七星池遗址，是位于中国福建省宁德市柘荣县双城镇上城社区上安亭自然村北100米泰安宫内的一个清代古建筑，2000年3月入选第四批柘荣县文物保护单位。
七星池遗址始建年代不详，清朝道光十一年（1831年）重新掘建，池口长方形，南北长10.25米，东西宽7.45米，深1.29米，池壁由砾石砌就，池底四周用砾石铺筑，中为河卵石砌成的船形槽，内排列放置七块半球石墩，弧面刻有一些道教的文字。原池沿边有石雕栏杆，中央有七星桥。七星池所在的泰安宫建于南宋咸淳七年（1271年），民国34年被政府拆毁，中华人民共和国时期重建。